# São Vicente (Madeira)
São Vicente é um vila portuguesa sede do Município de São Vicente na ilha da Madeira, Região Autónoma da Madeira, município com 78,82 km² de área e 4.972 habitantes (2023). 
O Município de São Vicente está subdividido em três freguesias, sendo limitado a leste pelo município de Santana, a sul por Câmara de Lobos, Ribeira Brava, Calheta e Ponta do Sol, a oeste pelo Porto Moniz e a norte tem litoral no oceano Atlântico.
Foi neste município que nasceu o ilustre escritor madeirense Horácio Bento de Gouveia, na freguesia de Ponta Delgada.

## Toponímia
A atribuição do nome São Vicente deve-se ao facto de, segundo a lenda, este santo ter aparecido na cova de um rochedo, à foz da ribeira, de modo que lhe edificaram uma capelinha, sendo um santo de grande devoção.

## História
Provavelmente, o povoamento de São Vicente ocorreu em meados do século XV, tendo sido colonizado mais tarde do que a encosta sul da ilha por razões de maior fertilidade e facilidade de desbravamento desta última.
Os primeiros locais a serem povoados terão sido São Vicente e Ponta Delgada, respetivamente.
O progressivo aumento da sua população terá contribuído para o desmembramento de São Vicente da capitania de Machico, sendo elevada a vila e sede de concelho, por alvará régio de 25 de agosto de 1774. As atuais freguesias do Porto Moniz, Seixal, Arco de São Jorge e São Jorge estiveram sobre a sua alçada.
Em 1835, uma reestruturação conduziu ao aparecimento de dois novos concelhos (atuais municípios), Santana e Porto Moniz, o que fez reduzir a área do concelho de São Vicente. Porém, esta situação durou pouco já que, por decreto, em 1867 São Vicente regressa à extensão inicial. Novamente, em 1898, com o restabelecimento dos concelhos extintos, o concelho de São Vicente (atual município) volta à área atual.
Atualmente, o Município de São Vicente regista um desenvolvimento do setor turístico, aliado ao turismo rural.

## Clima e relevo
São Vicente possui um clima oceânico, com uma temperatura média que ronda os 24 °C no verão e os 17 °C no inverno.
Quanto ao relevo apresenta uma morfologia bastante acidentada, tendo algumas elevações com altitudes superiores a 1 000 m, como a Bica da Cana (1 620 m), o Paul da Serra (1 445 m), o Pico do Cedro (1 026 m), a Rocha Negra (1 299 m), o Estreitinho (1 094 m) e o Casado (1 725 m).
Como recursos hídricos são de destacar a ribeira de São Vicente e a Ribeira Grande.

## Economia
No setor terciário predominam as atividades ligadas ao pequeno comércio e aos serviços de hotelaria.
Já no setor secundário tem-se as indústrias de mobiliário, artefactos, cimento, panificação e extração de inertes e areias.
Por fim, no setor primário sobressai o cultivo de leguminosas para grão, batata, horta familiar, frutos frescos e vinha. De destacar, também, alguma importância à pecuária, nomeadamente na criação de aves, suínos e caprinos.
Cerca de 68% do seu território é coberto por floresta.

## População
| Número de habitantes | Número de habitantes | Número de habitantes | Número de habitantes | Número de habitantes | Número de habitantes | Número de habitantes | Número de habitantes | Número de habitantes | Número de habitantes | Número de habitantes | Número de habitantes | Número de habitantes | Número de habitantes | Número de habitantes |      |
| -------------------- | -------------------- | -------------------- | -------------------- | -------------------- | -------------------- | -------------------- | -------------------- | -------------------- | -------------------- | -------------------- | -------------------- | -------------------- | -------------------- | -------------------- | ---- |
| 1864                 | 1878                 | 1890                 | 1900                 | 1911                 | 1920                 | 1930                 | 1940                 | 1950                 | 1960                 | 1970                 | 1981                 | 1991                 | 2001                 | 2011                 | 2021 |
| 7521                 | 8370                 | 7720                 | 8104                 | 8507                 | 9182                 | 9684                 | 11474                | 12521                | 11603                | 10065                | 8501                 | 7695                 | 6198                 | 5723                 | 4865 |

(Obs.: Número de habitantes "residentes", ou seja, que tinham a residência oficial neste concelho à data em que os censos  se realizaram.)
| Número de habitantes por Grupo Etário | Número de habitantes por Grupo Etário | Número de habitantes por Grupo Etário | Número de habitantes por Grupo Etário | Número de habitantes por Grupo Etário | Número de habitantes por Grupo Etário | Número de habitantes por Grupo Etário | Número de habitantes por Grupo Etário | Número de habitantes por Grupo Etário | Número de habitantes por Grupo Etário | Número de habitantes por Grupo Etário | Número de habitantes por Grupo Etário | Número de habitantes por Grupo Etário |
| ------------------------------------- | ------------------------------------- | ------------------------------------- | ------------------------------------- | ------------------------------------- | ------------------------------------- | ------------------------------------- | ------------------------------------- | ------------------------------------- | ------------------------------------- | ------------------------------------- | ------------------------------------- | ------------------------------------- |
|                                       | 1900                                  | 1911                                  | 1920                                  | 1930                                  | 1940                                  | 1950                                  | 1960                                  | 1970                                  | 1981                                  | 1991                                  | 2001                                  | 2011                                  |
| 0-14 Anos                             | 3689                                  | 3965                                  | 3470                                  | 4171                                  | 5996                                  | 5773                                  | 4941                                  | 4770                                  | S/ dados                              | 2404                                  | 1407                                  | 1011                                  |
| 15-24 Anos                            | 1536                                  | 1907                                  | 2093                                  | 2057                                  | 2474                                  | 3168                                  | 2522                                  | 1905                                  | S/ dados                              | 1645                                  | 1331                                  | 835                                   |
| 25-64 Anos                            | 3650                                  | 3662                                  | 3692                                  | 4117                                  | 4788                                  | 5656                                  | 5621                                  | 5000                                  | S/ dados                              | 4781                                  | 4286                                  | 4047                                  |
| = ou > 65 Anos                        | 432                                   | 604                                   | 521                                   | 563                                   | 750                                   | 702                                   | 887                                   | 1175                                  | S/ dados                              | 1472                                  | 1780                                  | 1826                                  |
| > Id. desconh                         | 32                                    | 1                                     | 2                                     | 2                                     | 39                                    |                                       |                                       |                                       |                                       |                                       |                                       |                                       |

(Obs: De 1900 a 1950 os dados referem-se à população "de facto", ou seja, que estava presente no município à data em que os censos se realizaram. Daí que se registem algumas diferenças relativamente à designada população residente)

## Freguesias e distribuição da população

Freguesias do município de São Vicente.

Segundo o (censo de 2021), a população do município totaliza 4865 residentes, distribuídos pelas três freguesias da seguinte maneira:
1. Boa Ventura: 1034 hab.
2. Ponta Delgada: 1043 hab.
3. São Vicente: 2788 hab.

## Património edificado
- Casa-Museu Horácio Bento de Gouveia
- Casa do Ladrilho
- Capela de São Vicente
- Igreja Matriz de São Vicente

## Geminações
A vila de São Vicente está geminada com a seguinte vila-gémea:
- Nordeste, São Miguel, Açores[6]

## Galeria

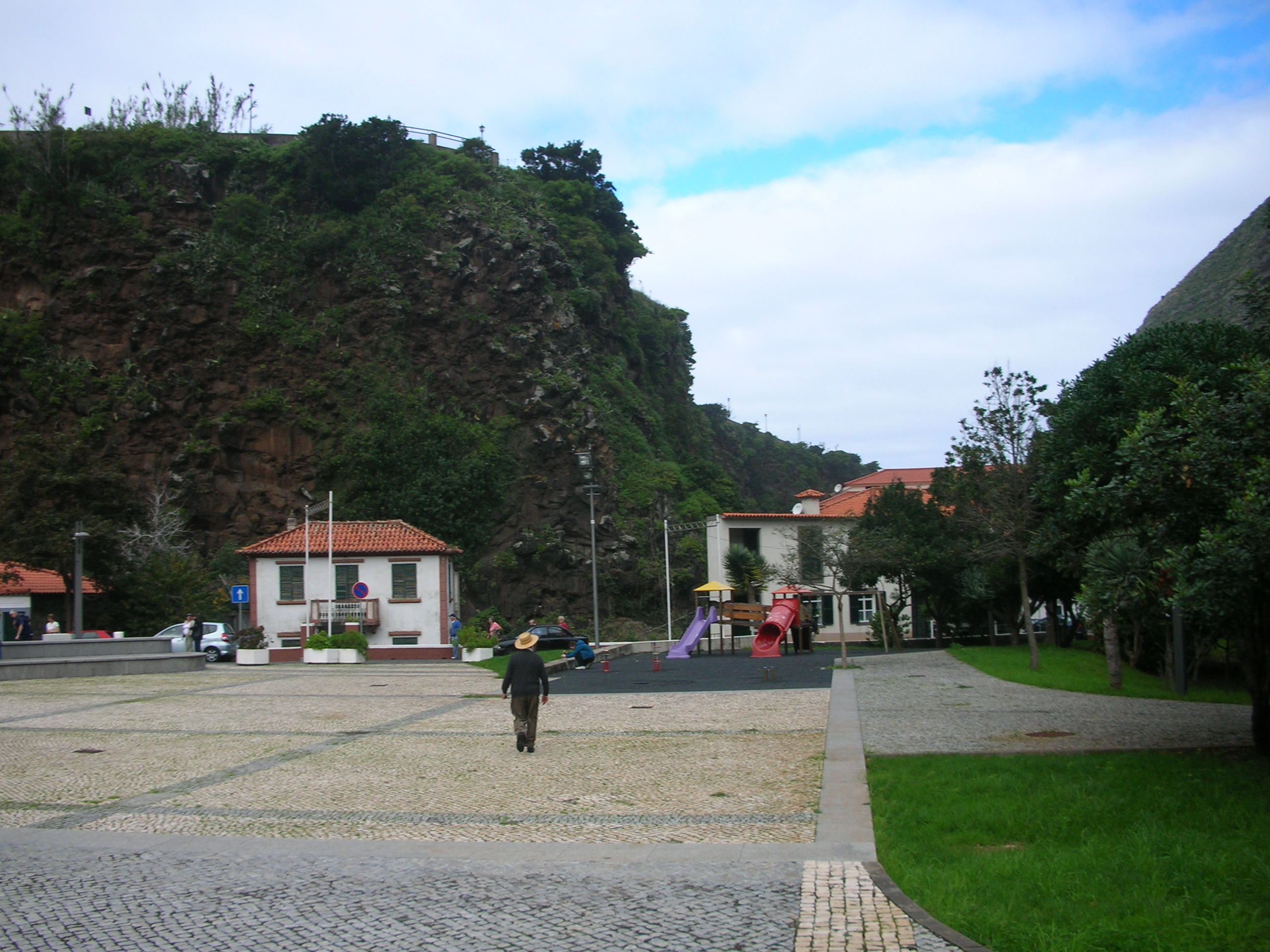
Parque infantil em São Vicente
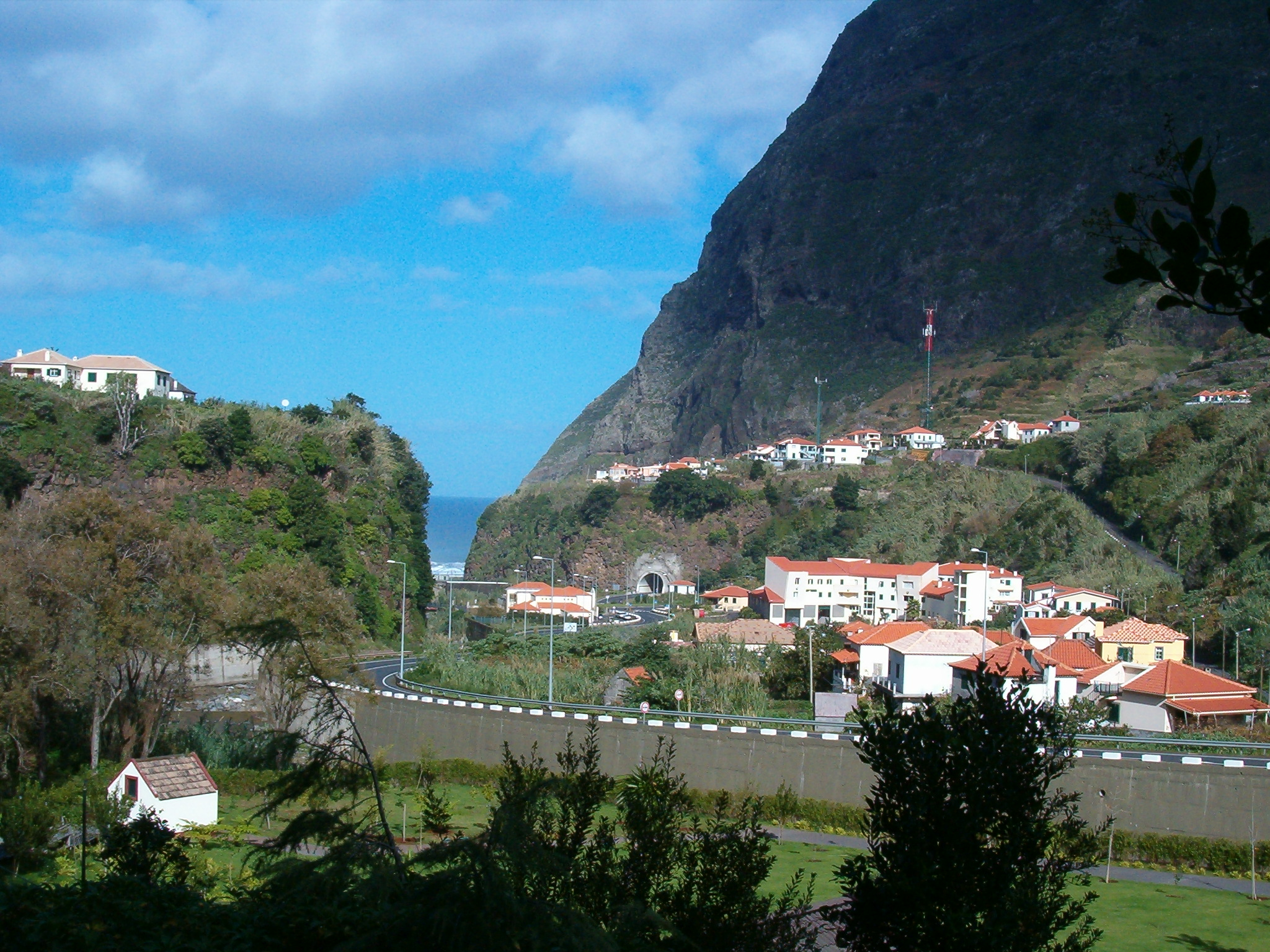
Vila de São Vicente
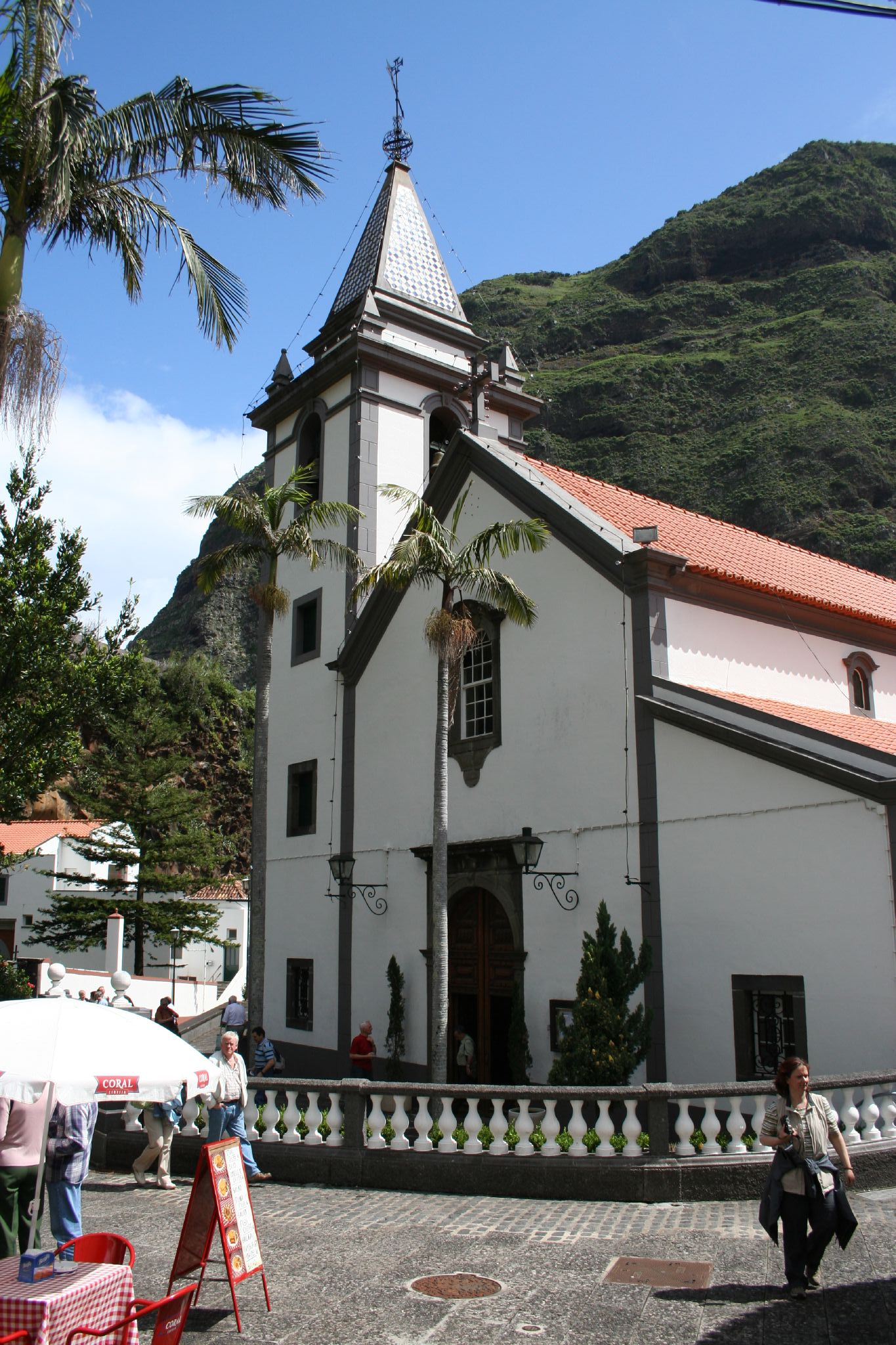
Igreja matriz
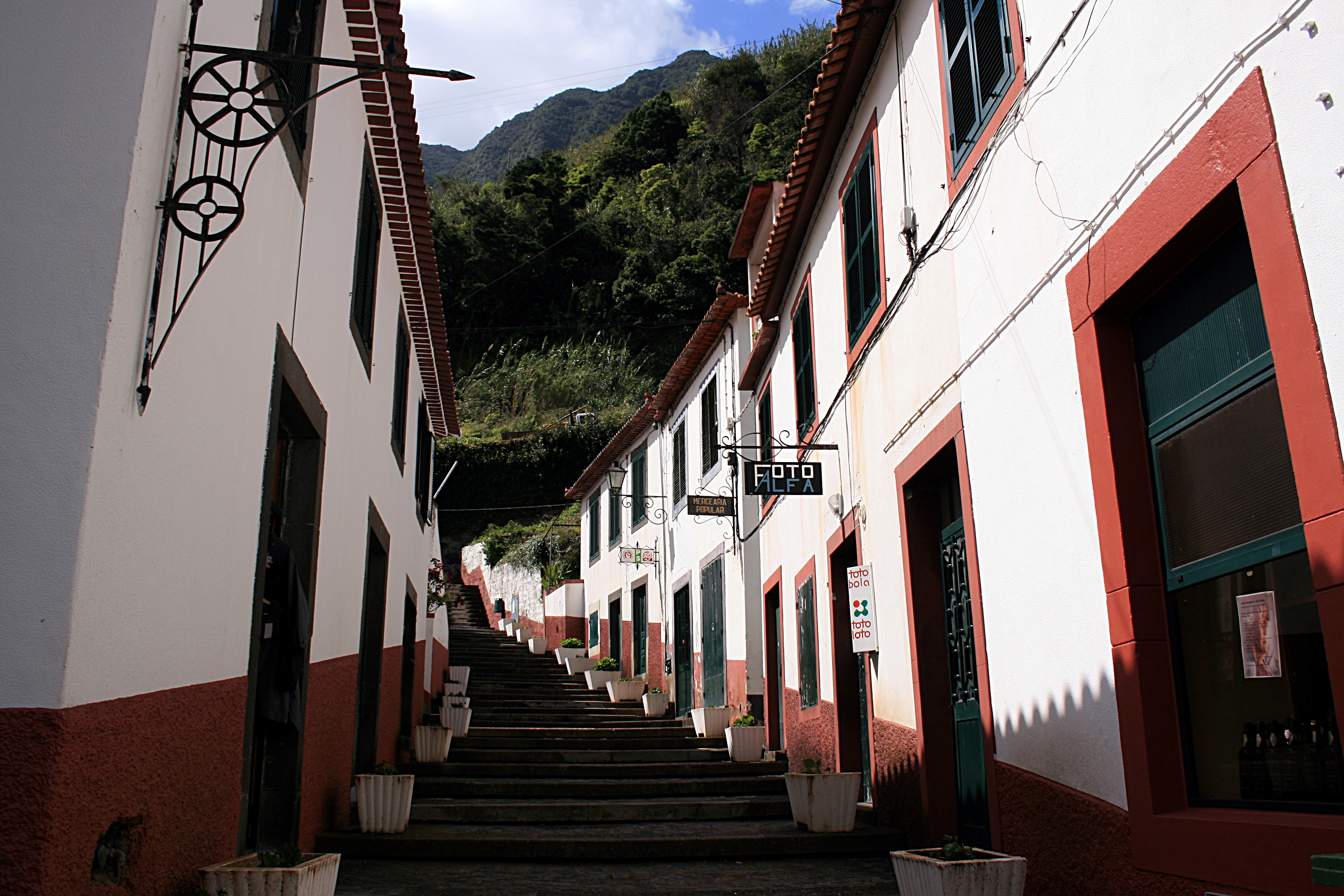
Rua na vila de São Vicente
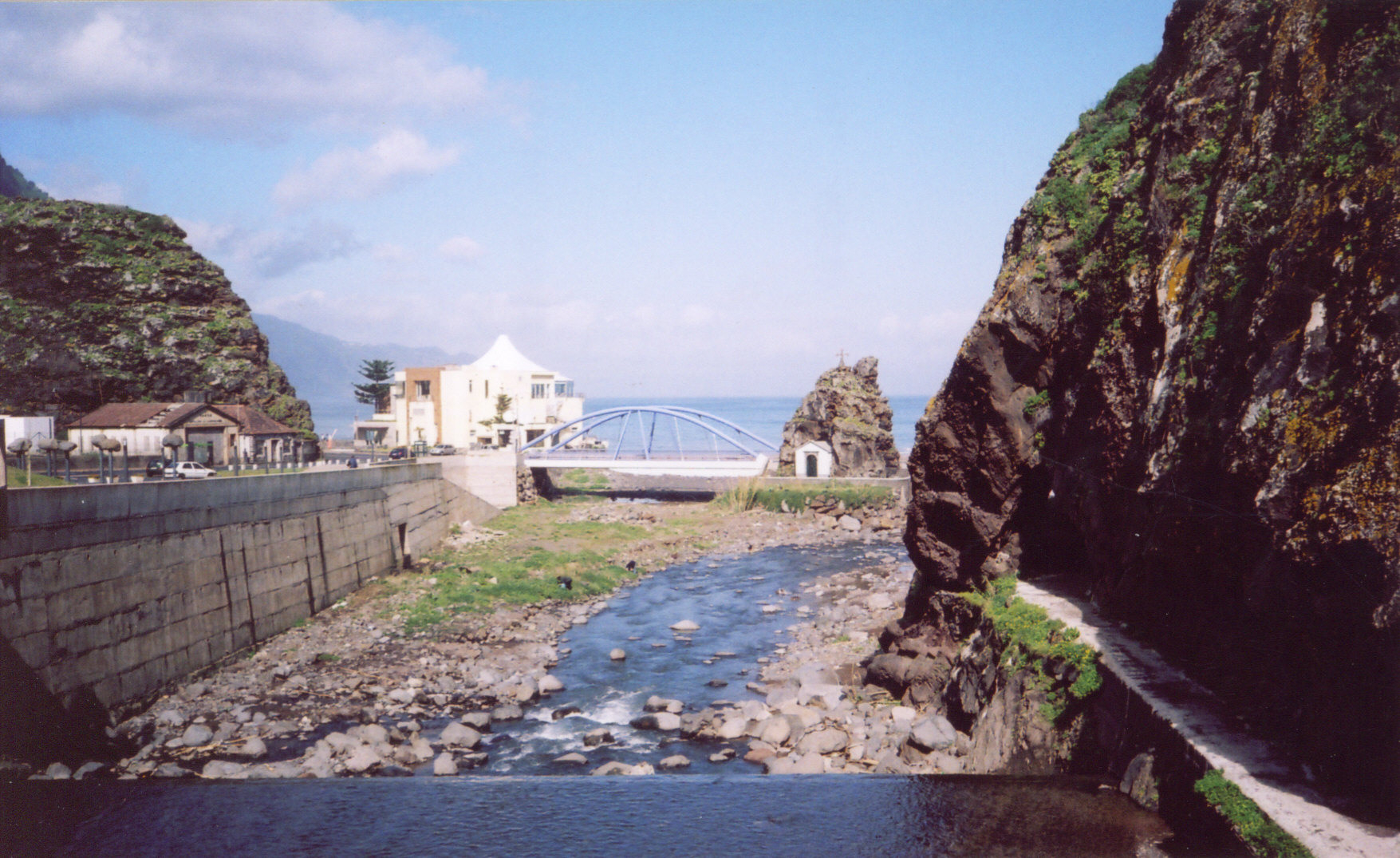
Capela de São Vicente, encravada na rocha
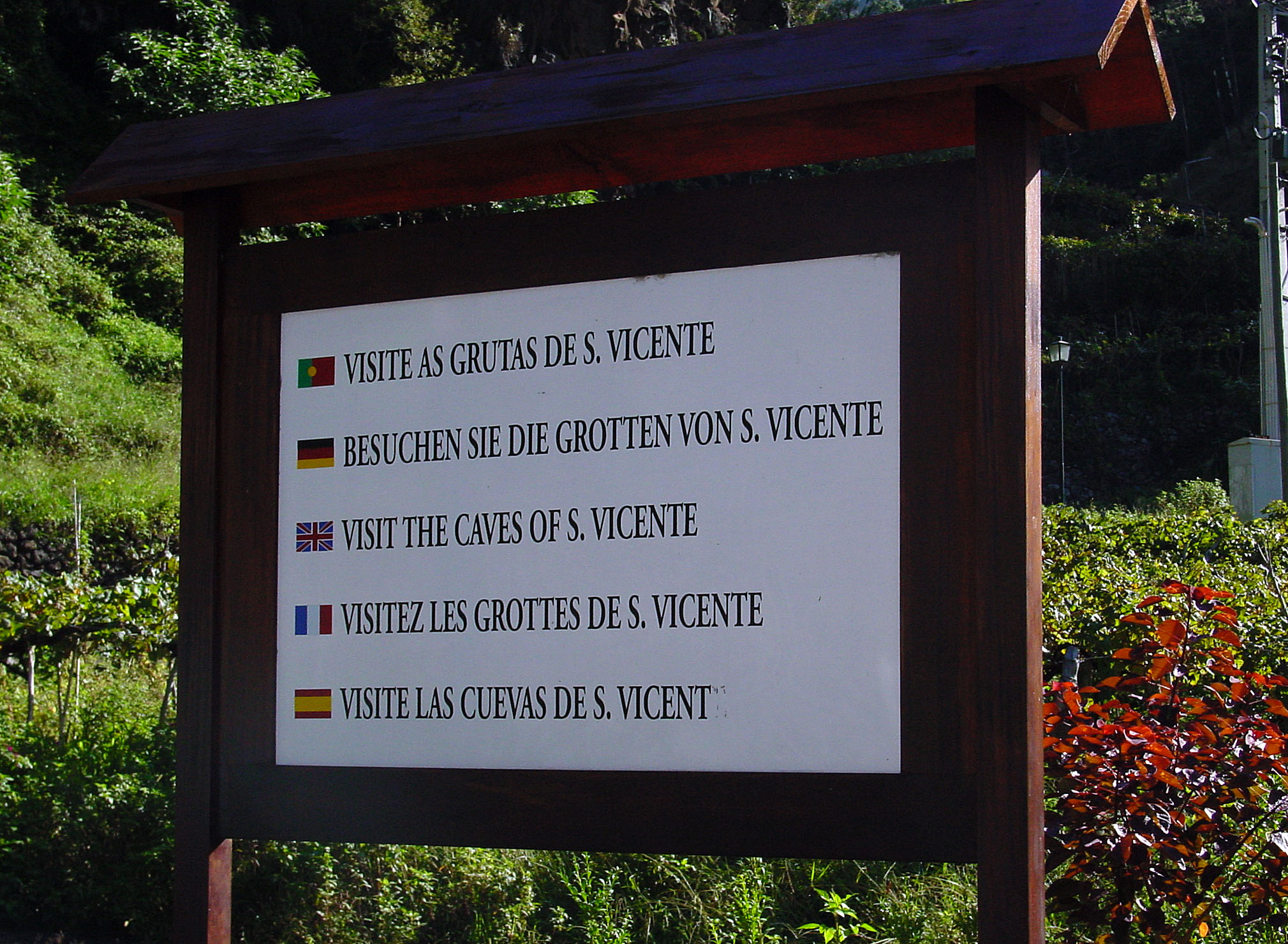
Grutas de São Vicente
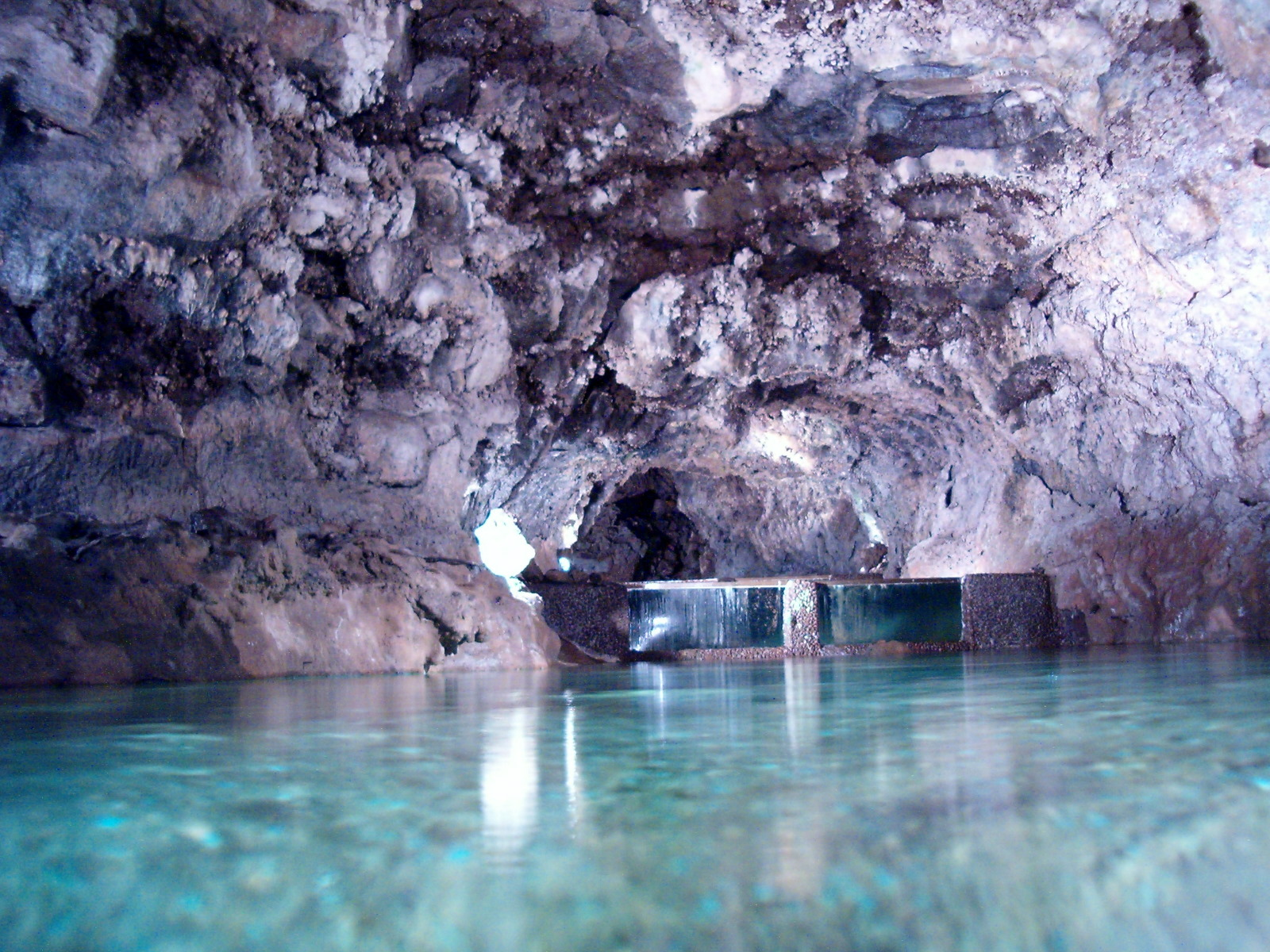
Interior das Grutas de São Vicente
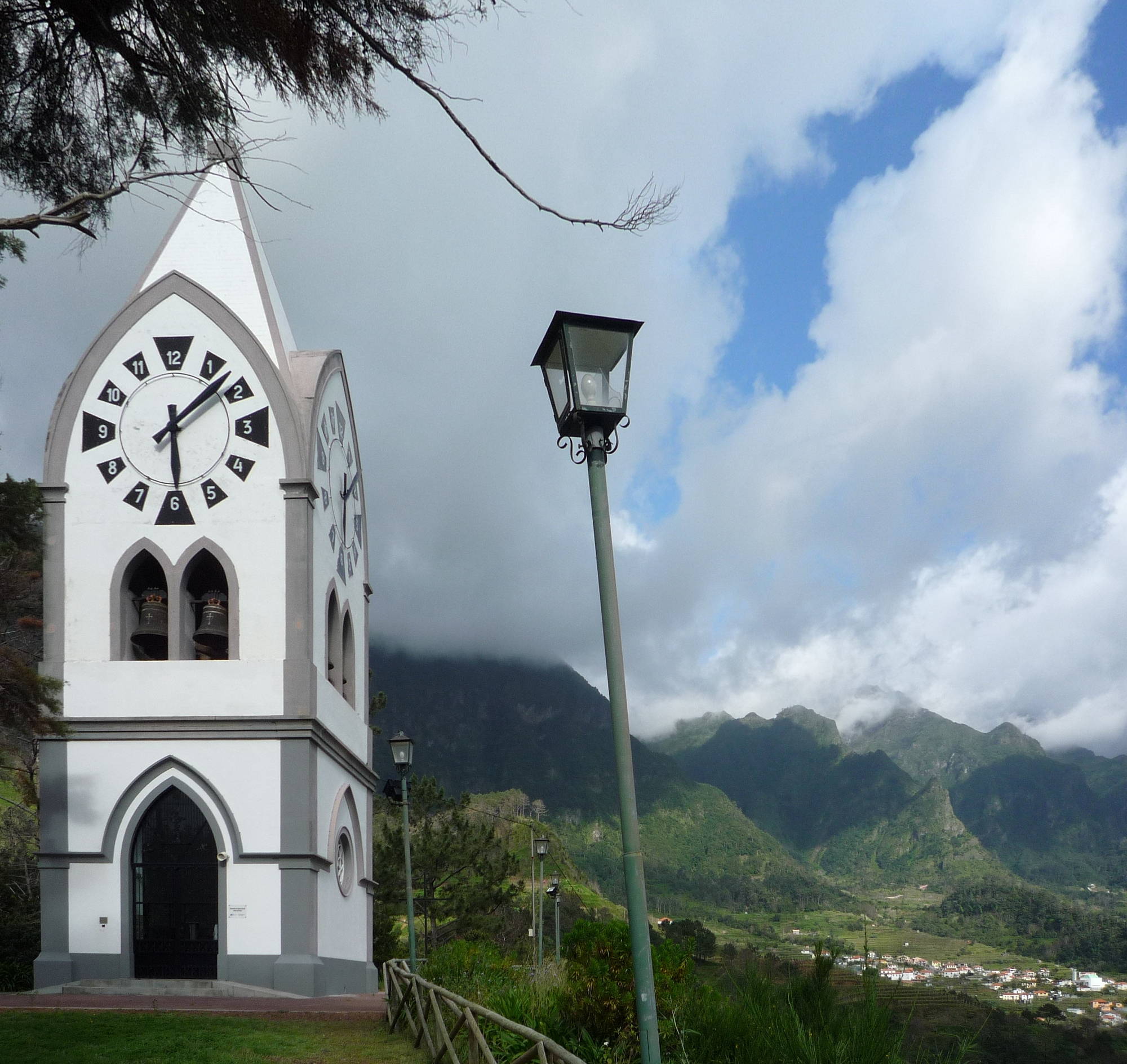
Capela dedicada a Nossa Senhora de Fátima
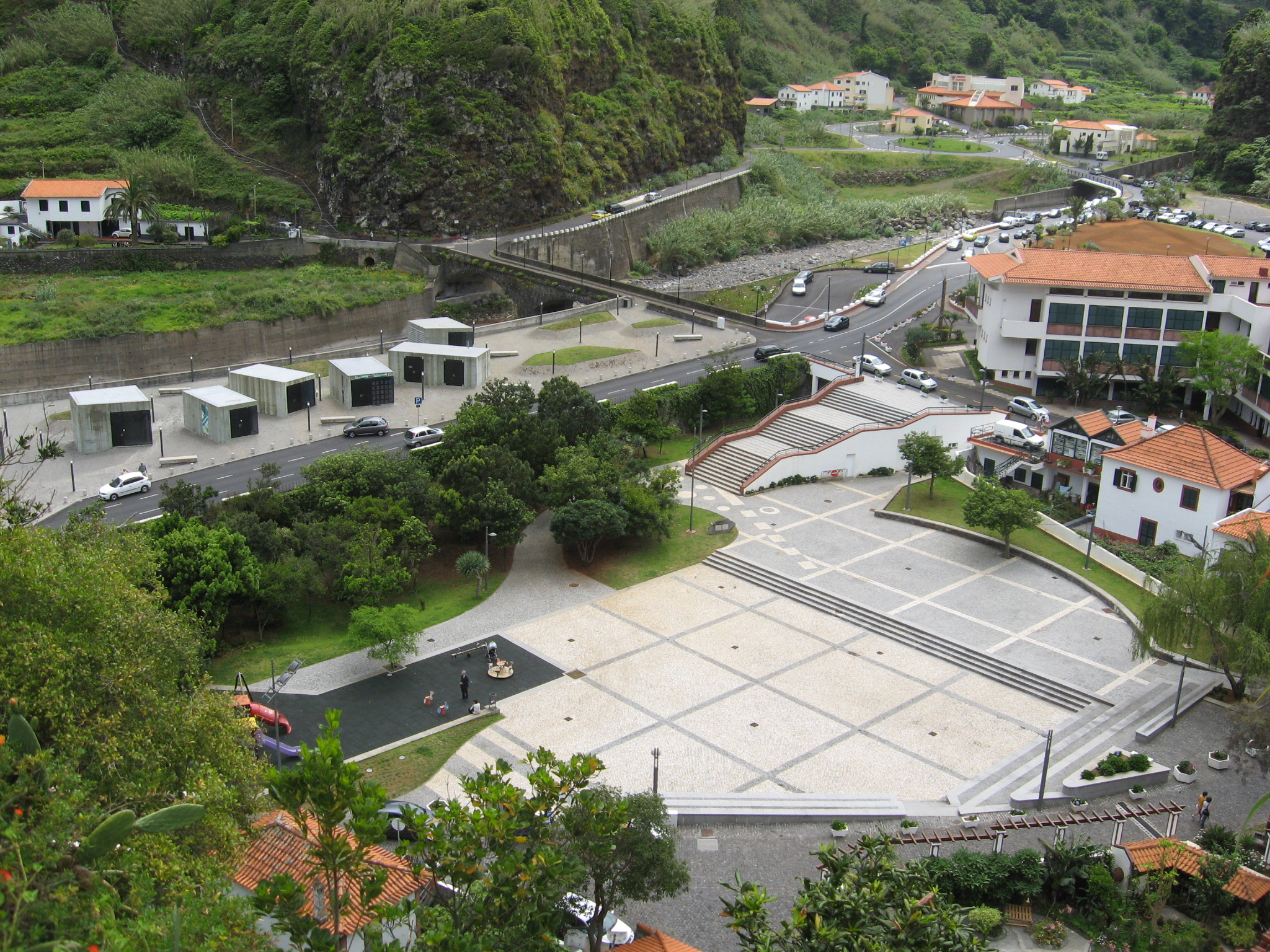
Praça em São Vicente
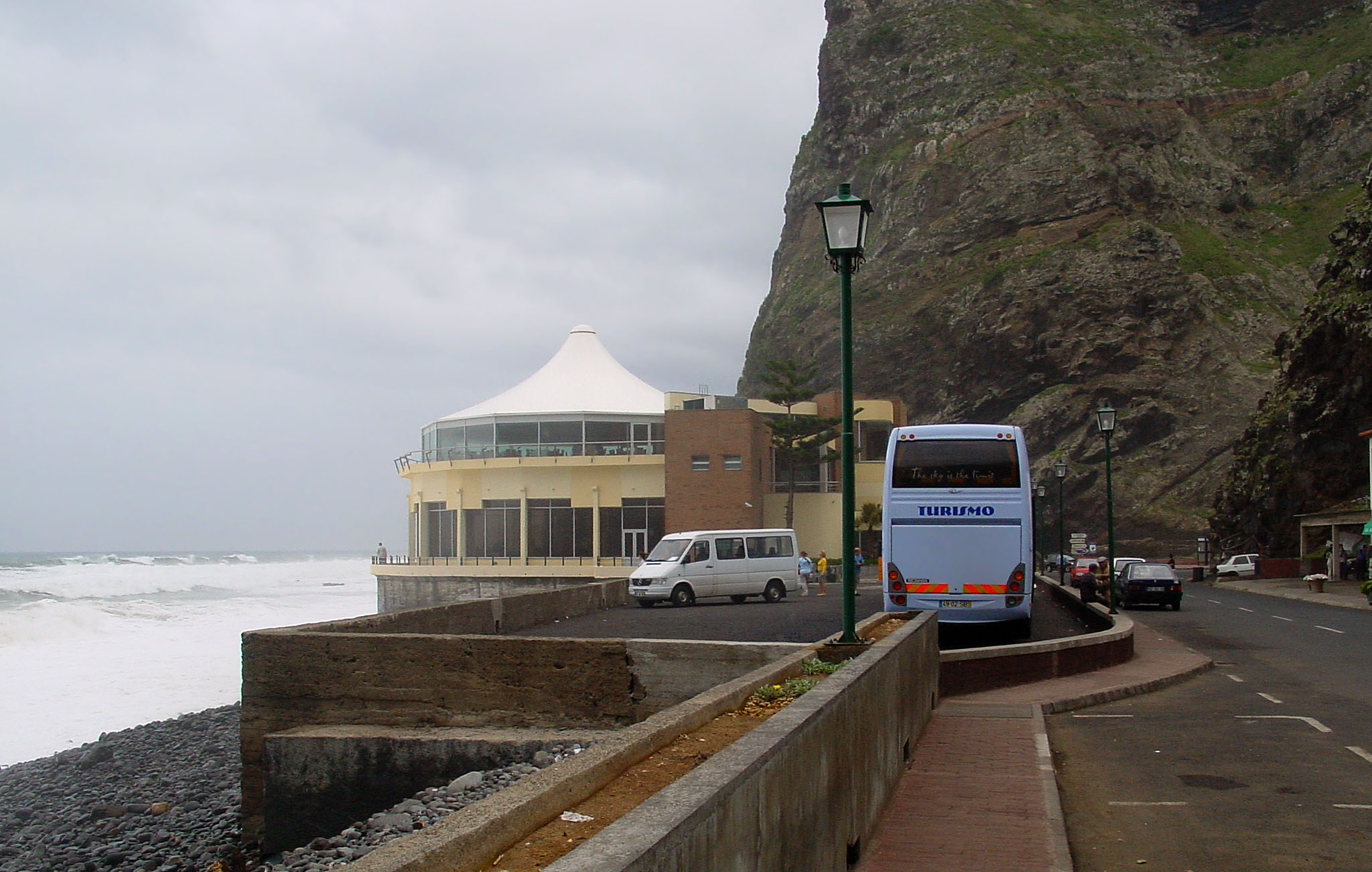
Costa de São Vicente
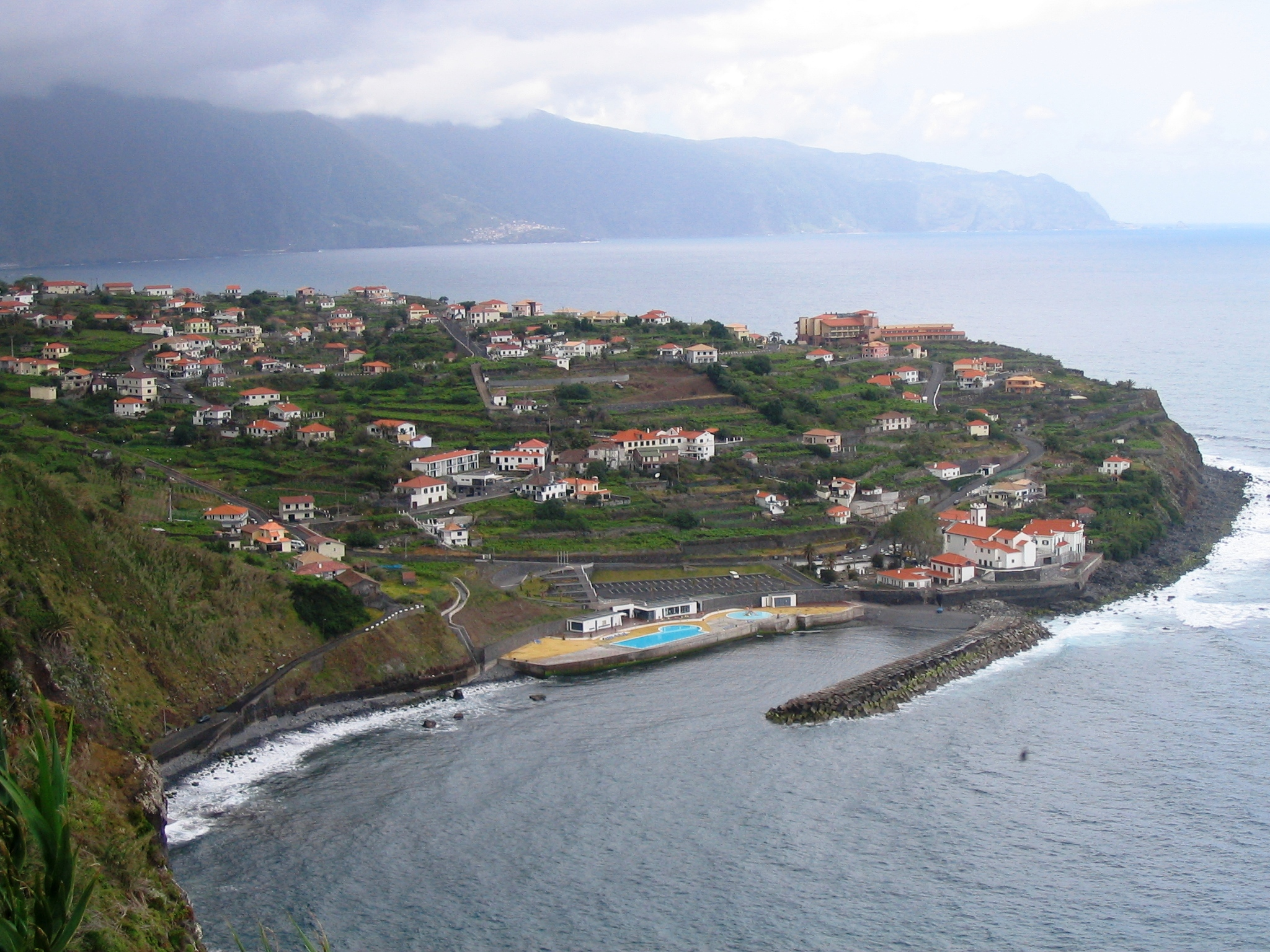
Ponta Delgada
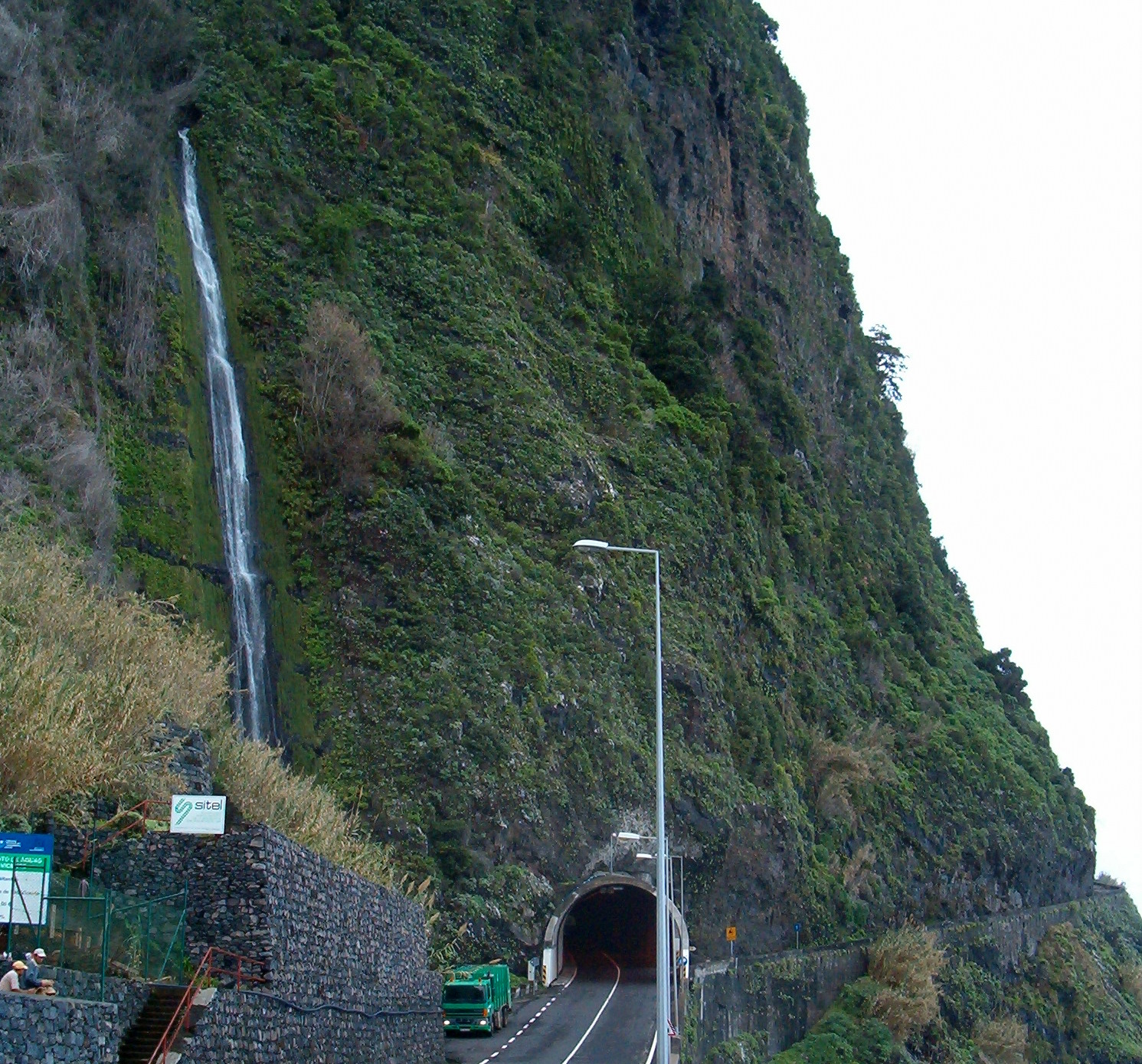
Cascata do Véu da Noiva